# Nicolau Borràs Falcó

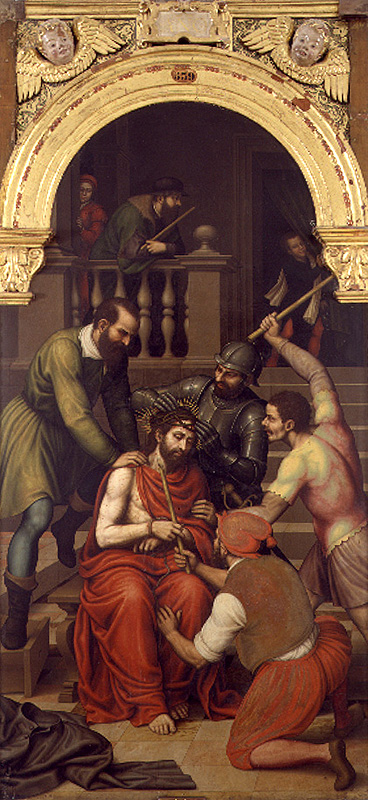
Coronació d'espines (1579). Museu de Belles Arts de València

Nicolau Borràs Falcó (Cocentaina, 1530-1610) fou un pintor renaixentista valencià seguidor i continuador de l'estil de Joan de Joanes.
Nicolau Borràs era fill de Jeroni Borràs, sastre de professió, i d'Úrsula Falcó; va nàixer l'any 1530 a Cocentaina (el Comtat), on va ser batejat a l'església de Santa Maria. Segurament es va formar a València al taller de Joan de Joanes amb el fill d'aquest, Vicent Joanes.
L'any 1558, Borràs apareix en la documentació per la conclusió del retaule major de l'església del Salvador de Cocentaina; el 1569, li és concedida la llicència de confessor de clergues i seglars, el mateix any que el patriarca Ribera arriba a València.
Borràs prolongarà l'estil de Joanes fins ben entrat el segle xvii, restant al marge dels nous corrents naturalistes de Ribalta i Sarinyena. Sempre mantindria forts llaços amb els Macip; el 1581, es referia a Joanes com el meu preceptor i estimadíssim mestre. Açò es reflecteix en obres com el retaule dels Misteris del Rosari al convent de Sant Doménec d'Oriola o al retaule de les Ànimes de la cocatedral de Sant Nicolau de Bari d'Alacant, del 1574.
Amb 45 anys, va prendre l'hàbit de monjo al monestir de Sant Jeroni de Cotalba; un any després, va atorgar testament davant del notari Alfons Salelles. A Cotalba, començà el projecte de pintar el gran retaule major, i l'acabà el 1579. Aleshores, va voler passar als descalços de Sant Francesc, però, com que no trobà la tranquil·litat buscada, tornà a Sant Jeroni, on va seguir decorant el cenobi amb les seues pintures. Nicolau Borràs eixia puntualment del monestir a causa d'assumptes relacionats amb el seu vessant artístic, n'és un exemple quan es troba a Bocairent amb Miquel Joan Porta per a la taxació del retaule que havia deixat inacabat Joan de Joanes i que havia acabat el seu fill.
El 1588, estava treballant per a Sant Miquel dels Reis, per al qual va pintar, entre s'altres, un Crist nugat a la columna, tema aquest que va repetir altres vegades, per a l'església de Sant Nicolau i per al convent de Mínims de Sant Sebastià. Torna a estar a València el 1591 en la consulta que va fer la Generalitat als millors pintors de la ciutat i del regne per a la realització de la decoració de la sala Nova.
Per les nombroses concessions al convent, el 1601 la comunitat acordà celebrar cinquanta misses cada any per l'ànima de Borràs i incloure'l a la llista de benefactors del monestir. Els seus últims treballs, els va fer el 1602 per al convent de franciscans recol·lectes de Sant Sebastià de la seua vila natal. Nicolau Borràs va morir el 5 de setembre del 1610.